# Szagarowo (rejon głuszkowski)
Szagarowo (ros. Шагарово) – wieś (ros. деревня, trb. dieriewnia) w zachodniej Rosji, w sielsowiecie niżniemordokskim rejonu głuszkowskiego w obwodzie kurskim.

## Geografia
Miejscowość położona jest w pobliżu rzeki Sejm, 3,5 km od centrum administracyjnego sielsowietu niżniemordokskiego (Niżnij Mordok), 4 km od centrum administracyjnego rejonu (Głuszkowo), 113 km od Kurska.

## Demografia
W 2010 r. miejscowość zamieszkiwały 43 osoby.